# ماریو سیچیلیانو
ماریو سیچیلیانو (ایتالیایی: Mario Siciliano؛ ‏ ۱۹۲۵ – ژانویهٔ ۱۹۸۷) کارگردان، فیلم‌نامه‌نویس و تهیه‌کننده فیلم اهل ایتالیا بود.
از فیلم‌هایی که وی در آن‌ها نقش داشته‌است، می‌توان به دوشیزه‌ای در خانواده، شنبه، یکشنبه و جمعه و دختر روستایی زیبا اشاره نمود.